# Nicrophorus nigricornis
Nicrophorus nigricornis är en skalbaggsart som beskrevs av Franz Faldermann 1835. Nicrophorus nigricornis ingår i släktet Nicrophorus och familjen asbaggar. Inga underarter finns listade i Catalogue of Life.